# Manila-Papageiamadine
Die Manila-Papageiamadine (Erythrura viridifacies) ist eine ostasiatische Art aus der Familie der Prachtfinken. Es werden keine Unterarten für diese Art unterschieden. Die Erstbeschreibung dieser Art erfolgte anhand von Vögeln, die von einem Händler in größerer Stückzahl 1935 von Manila nach San Francisco geliefert wurden. Sie wurde danach 31 Jahre lang nicht mehr wiederaufgefunden. Erst im Frühjahr 1966 entdeckte sie ein Ornithologe im nördlicheren Teil von Luzon. Das heutige Verbreitungsgebiet umfasst den Northern Sierra Madre Natural Park, das Gebiet um den Berg Natib und einzelne Beobachtungen stammen aus dem Kalbario-Patapat National Park.
Von der IUCN wird die Manila-Papageiamadine mittlerweile als gefährdet (vulnerable) eingestuft.

## Beschreibung
Die Manila-Papageiamadine erreicht eine Körperlänge zwischen dreizehn und vierzehn Zentimetern und zählt damit eher zu den großen Prachtfinken. Die Männchen sind auf der Körperoberseite überwiegend grasgrün. Davon abweichend sind die Oberschwanzdecken satt karmesinrot. Die Handdecken sind schwärzlich, aber außen grün gesäumt. Auch die Handschwingen und die äußeren Armschwingen sind schwärzlich, allerdings fehlen hier die grünen Säume. Ähnlich wie bei der Lauchgrünen Papageiamadine sind die mittleren zwei Schwanzfedern verlängert und enden in schmalen Spitzen. Dieses mittlere Schwanzfedernpaar ist rot, die beiden nächsten schwärzlichbraun auf den Innenfahnen und grün mit roten Außensäumen auf der Außenfahne. Die übrigen Schwanzfedern sind graubraun mit grünen Außensäumen. Die Unterschwanzdecken sind grünlich ockergelb, wobei einige der Federn rot gesäumt sind. Die übrige Körperunterseite ist grasgrün, aber heller als die Körperoberseite. Die Augen sind braun und der Schnabel ist schwarz.
Die Weibchen haben grüne Oberschwanzdecken, die teils rot gesäumt sind. Einzelne Individuen haben allerdings auch vollständig rote Oberschwanzdecken. Die mittleren Schwanzfedern sind weniger lang als beim Männchen. Die Jungvögel ähneln den Weibchen, sind aber auf der gesamten Körperunterseite hell gelbgrau.
Die Manila-Papageiamadine kommt ausschließlich auf der Philippinen-Insel Luzon vor. Über ihre Lebensweise ist nur sehr wenig bekannt, sie ist aber vermutlich der der Lauchgrünen Papageiamadine ähnlich. Die Nahrung besteht aus Grassamen. Die Brutzeit fällt in die Monate März bis April. Die Brutdauer beträgt 14 Tage.

## Haltung
Manila-Papageiamadinen gelangten erstmals 1966 nach Europa. Nennenswerte Schwierigkeiten bei der Eingewöhnung dieser Art wurden damals nicht verzeichnet. Weitere größere Stückzahlen kamen 1970 und 1980 in den Handel. Die eingeführten Vögel erwiesen sich als friedlich und zur Vergesellschaftung mit anderen Prachtfinkenarten geeignet.

## Einzelbelege
1. ↑   Nicolai et al., S. 131
2. ↑   BirdLife Factsheet, aufgerufen am 23. Juni 2010
3. ↑   Nicolai et al., S. 132